# کالین کال
کالین هَکت کال (به انگلیسی: Colin Hackett Kahl) مشاور سیاسی و دانشگاهی آمریکایی است که به عنوان مشاور امنیت ملی معاون رئیس‌جمهور ایالات متحده فعالیت کرد. وی در حال حاضر عضو پیوسته ارشد استیون سی. هازی در دانشگاه استنفورد است. رئیس‌جمهور جو بایدن وی را به عنوان معاون وزیر دفاع در امور سیاست در دولت خود معرفی کرده‌است.
وی از سال ۱۹۹۷ تا ۱۹۹۸ عضو پیوسته امنیت ملی دانشگاه هاروارد بود. وی از سال ۲۰۰۹ تا ۲۰۱۱ قائم مقام دستیار وزیر دفاع برای خاورمیانه بود. وی همچنین استاد دانشگاه مینه سوتا بود. وی از سال ۲۰۰۵ تا ۲۰۰۶ عضو شورای روابط خارجی بود.

## آثار
States, Scarcity, and Civil Strife in the Developing World, Princeton, N.J. ; Woodstock: Princeton University Press, 2008. شابک ‎۹۷۸۰۶۹۱۱۳۸۳۵۰، اُسی‌ال‌سی ۲۳۱۵۸۷۰۴۸